# Bianca Gommans
Bianca Gommans (28 maart 1988) is een Nederlandse volleyballer. Gommans is passer/loper en tekende in 2011 een contract om te gaan spelen voor het eerste damesteam van Sliedrecht Sport. Met dit team veroverde zij in 2012 zowel de landstitel als de nationale beker en in 2013 wederom de landstitel.
Gommans kwam eerder uit voor
| club             | periode   |
| ---------------- | --------- |
| Gemini-Kangeroes | 1999-2003 |
| Rijnmond         | 2003-2008 |
| Longa            | 2008-2009 |
| Alterno          | 2009-2011 |